# Gino Peguri
Gino Peguri (Thiene, 3 luglio 1923 – Roma, 23 ottobre 1991) è stato un compositore e arrangiatore italiano.

## Biografia
Studia musica in seminario, dai padri Giuseppini del Murialdo; nel 1953 mette in scena l'opera Il trovatore di Giuseppe Verdi (seguita da altre opere liriche) in piazza Chilesotti e al teatro comunale di Thiene, dirigendo l'orchestra fino al 1955 con la presenza nel coro anche di cantanti locali. In seguito si trasferisce a Roma e si iscrive alla Democrazia Cristiana (le sue posizioni politiche erano vicine alla corrente dei dorotei). Nella capitale comincia a comporre commenti musicali per la Rai e per le inchieste televisive del corregionale Ugo Zatterin La donna che lavora (1959), Meridionali a Torino (1961), Viaggio nell'Italia che cambia (1963), Telescuola anno quinto e Tv dieci anni dopo (1964), e per quelle di Emmanuele Milano e di Giovanni Salvi. Compone anche per Ugo Gregoretti e per il suo documentario La Sicilia del Gattopardo (1960), per Enzo Biagi e per i suoi Italia proibita (1963) e Jugend (1966) e per innumerevoli giornalisti Rai fra cui Ezio Zefferi, Gianni Bisiach e Carlo Mazzarella. Alla fine degli anni Cinquanta collabora anche con la cantante Miranda Martino, arrangiando suoi brani famosi fra cui Stasera tornerò (1959, sigla RAI per il programma La donna che lavora) e Cinquant'anni (presentata a Canzonissima).
Nel 1970 diventa primo segretario generale del sindacato artisti Cisas-Uci, cui aveva contribuito alla fondazione; l'anno seguente viene poi premiato a Capri con il prestigioso premio "Faraglioni d'oro per le arti". Oltre che per Miranda Martino, nel campo della musica leggera italiana, ha lavorato per Nico Fidenco e per Bobby Solo; nel 1978, poi, compone le musiche del singolo di Christian De Sica Il trenino/La musichetta. In ambito cinematografico, invece, ha realizzato più di trenta colonne sonore, fra cui quelle dei film Il boia scarlatto, Brucia ragazzo, brucia e Il corsaro nero. 
Nel 1983 è accreditato come consulente musicale per il film Nostalghia di Andrej Tarkovskij. È stato anche musicologo e folklorista ed ha curato per molti anni programmi sulla musica folkloristica per Radio Rai. È stato inoltre direttore artistico dell'arena di Pescara e del teatro all'Opera da Camera di Roma.

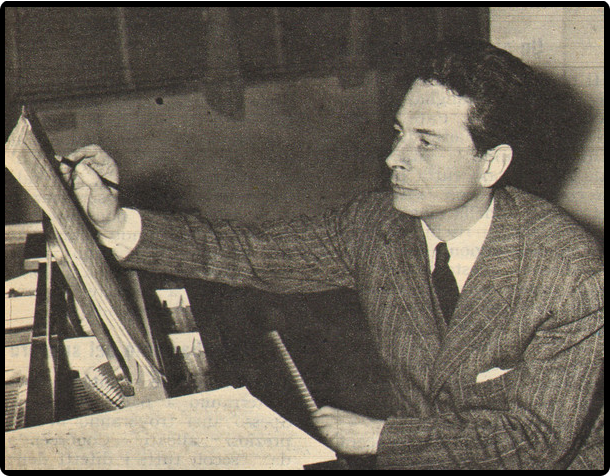
Gino Peguri

## Discografia

### Compositore e arrangiatore
- Stasera tornerò (1959), Miranda Martino
- Cantico eterno (1960), Miranda Martino
- Cinquant'anni (1962), Miranda Martino
- Chi ci vedrà (1962), con arrangiamento di Ennio Morricone, colonna sonora del film Ombre vive, Miranda Martino
- Gli anni felici continueranno, Nora Orlandi
- Il twist dell' astronauta, Luciano Fineschi
- Chi ci vedrà (1963), Miranda Martino
- La Ballata del tempo (1963), Lea Massari
- My Gun is Fast (1966), Bobby Solo
- Quando scende la notte (1967), Nico Fidenco
- La ballata di mezzanotte, Ninni Rosso
- Song of the Cowboy (1968), Peter Boom
- Così l'eternità (1968), Fabrizio Ferretti
- Brucia ragazzo, brucia (1968), Carmen Scerry
- Passerà (1972), Paola Musiani
- Il trenino (1978), Christian De Sica
- Quando la banda va (1980), Pandemonium

### Colonne sonore
- Lo sgarro, regia di Silvio Siano (1962)
- L'italiano ha 50 anni, regia di Franca Maria Trapani (1962)
- Italia proibita, regia di Enzo Biagi (1963)
- Ombre vive, regia di Piero Regnoli
- Il boia scarlatto, regia di Massimo Pupillo (1964)
- Desideri d'estate, regia di Silvio Amadio (1964)
- Oltraggio al pudore, regia di Silvio Amadio (1964)
- Per mille dollari al giorno, regia di Silvio Amadio (1965)
- 7 magnifiche pistole, regia di Romolo Guerrieri (1966)
- È mezzanotte butta giù il cadavere, regia di Guido Zurli (1966)
- Sigpress contro Scotland Yard, regia di Guido Zurli (1967)
- Silenzio: si uccide, regia di Guido Zurli (1967)
- Dove si spara di più, regia di Gianni Puccini (1967)
- I zanzaroni, regia di Ugo La Rosa (1967)
- Rose rosse per il führer, regia di Fernando Di Leo (1967)
- O tutto o niente, regia di Guido Zurli (1968)
- El Zorro (La Volpe), regia di Guido Zurli (1968)
- Giorni di sangue, regia di Lorenzo Gicca Palli (1968)
- Un treno dal sud, regia di Franca Maria Trapani (1968)
- Uno di più all'inferno, regia di Giovanni Fago (1968)
- Brucia ragazzo, brucia, regia di Fernando Di Leo (1968)
- Il corsaro nero, regia di Lorenzo Gicca Palli (1970)
- Una ragazza di Praga di Sergio Pastore (1971)
- Sette monache a Kansas City, regia di Marcello Zeani (1973)
- In tre verso l'avventura, regia di Pino Passalacqua (1973, premiato al Giffoni film festival)
- Dimensione giganti, regia di Mircea Drăgan (1976)
- La ragazzina parigina, regia di Jean Loret (1976)
- Polizia selvaggia, regia di Guido Zurli (1977)
- Due vite violente, regia di Atif Ylmaz (1977) (doppiagio italiano)
- I peccati di una giovane moglie di campagna, regia di Alfredo Rizzo (1977)
- I porno amori di Eva, regia di Giorgio Mille (1979)
- Supersonic Man, regia di Juan Piquer Simón (1979)
- Il trenino del pianeta favola, regia di Luciano Gregoretti e Sergio Minuti (1980)
- Delitti, amore e gelosia, regia di Luciano Secchi alias Max Bunker (1982)
- Nostalghia, regia di Andrej Tarkovskij (1983)
- La foresta pietrificata (ridoppiaggio TV)
- Città cinese (ridoppiaggio TV)
- Il fantasma della città (ridoppiaggio TV)
- Il terrore del circo (ridoppiaggio TV)
- Charlie Chan e il castello nel deserto (doppiaggio tardivo)
- Il ladro di Bagdad, regia di Raoul Walsh (ridoppiaggio tv)

### Musiche per la RAI TV
- Viaggio nel Campidano di Emmanuele Milano (1957)
- Semaforo di Ugo Gregoretti (1954)
- Argini contro la paura di Ugo Gregoretti (1954)
- Il lago malato di Ugo Gregoretti (1957)
- Quanno nascette o ninno a Bettalemme di Ugo Gregoretti (1958)
- La donna che lavora di Ugo Zatterin (1959)
- Repubblica anno zero di Jacopo Rizza (1959)
- Un campanile alla volta serie televisiva: Ortisei di Igor Scherb; Anagni di Enrico Moscatelli;Porto Empedocle,Augusta di Mario Perricone;Torre del Greco la città del Vesuvio, Borgo senza tempo: Caserta vecchia,Santa Maria Capua Vetere di Ludovico Greco , Castellammare di Stabia di Giuseppe Sala,San Benedetto del Tronto di Giulio Morelli (1958/60)
- La Sicilia del Gattopardo di Ugo Gregoretti (1960, premio "Prix Italia")
- Donne del Risorgimento di Franca Maranto (1960)
- I nostri amici. Inchiesta sulla fauna in Italia di Franco Prosperi, Fabrizio Palombelli e Carlo Prola (1960)
- Meridionali a Torino di Ugo Zatterin (1961)
- Italia Sport inchiesta sull'educazione fisica di Gianni Bisiach, Bruno Benek e Antonio Ghirelli (1961) 6 p.
- Periferia di Giuseppe Sala
- Di sera a Roccamandolfi, servizi speciali del telegiornale di Giuseppe Lisi (1961)
- Vallepietra. Il pianto delle zitelle di Emmanuele Milano (1961)
- I viaggi del telegiornale. Canada di Lamberti Sorrentino (1961)
- I viaggi del telegiornale. Italiani in Australia di Franco Prosperi (1961)
- Telescuola anno quinto di Ugo Zatterin
- RT Rotocalco Televisivo, con Piero Umiliani, di Enzo Biagi (1962)
- Viaggio nell'Italia che cambia di Ugo Zatterin (1963)
- Roma città indifesa di Jacopo Rizza (1963)
- Testimoni Oculari di Gianni Bisiach
- Cantastampa, programma Rai da Taormina, arrangiamenti e orchestrazione (1964)
- TV dieci anni prima di Ugo Zatterin (1964)
- TV dieci anni dopo di Ugo Zatterin (1964)
- Il Nord a Sud di Daniele G. Luisi (1965)
- Cronache del cinema e del teatro, sigla Rai TV, di Gianni Bisiach
- Europa per la libertà di Emmanuele Milano (1965)
- Jugend di Enzo Biagi (1966)
- Lotta per la libertà di Manlio Del Bosco (1967, in 4 puntate)
- Canzoni della Grecia con Vana Veroutis (1971)
- Pronto Emergenza (1980, sigla della serie TV)
- Cineclub di Luciano Michetti Ricci (1980, Rai 2)
- Claretta di Pasquale Squitieri (1984, come consulente musicale del film TV)